# Vrba-Wetzler-rapport
Het Vrba-Wetzler-rapport is een verslag van Rudolf Vrba (1924-2006) en Alfréd Wetzler (1918-1988) uit 1944 over de massamoord in het concentratiekamp Auschwitz-Birkenau. Het is een 32 pagina's tellend document dat de eerste gedetailleerde informatie over het kamp beschreef die door de geallieerden serieus werd genomen. Dit in tegenstelling tot het rapport van de in Auschwitz verblijvende Poolse agent Witold Pilecki, dat hen al ruim een jaar eerder bereikte maar als 'schromelijk overdreven' werd afgedaan.

## Achtergrond
In april 1944 ontsnapte kampgevangene Rudolf Vrba samen met een vriend genaamd Alfréd Wetzler uit het concentratiekamp. Zij waren nummer twee en drie van slechts vijf Joden wie het gelukt is uit het kamp te ontsnappen. Hun aan Joodse ambtenaren in Slowakije gedicteerde informatie werd doorgegeven aan de geallieerden.
Het rapport werd op 15 juni 1944 openbaar gemaakt door de BBC en op 20 juni 1944 door de New York Times. Het rapport was bekend bij Hongaarse ambtenaren voordat de transporten van Joodse mensen vanuit dat land naar Auschwitz begonnen, maar het duurde enkele weken voordat het ruimere bekendheid kreeg.

## Gevolgen
Ondanks dat publicatie van het rapport in Hongarije plaatsvond na 15 april 1944, de datum dat het massatransport van 437.000 Hongaarse Joden naar Auschwitz begon, is het aannemelijk dat het velen het leven heeft gered. De wereldleiders hebben er, met het rapport als argument, bij de Hongaarse leider admiraal Miklós Horthy op aangedrongen te stoppen met het naar Polen laten overbrengen van de Joden. De transporten werden daardoor op 9 juli 1944 gestopt, wat ongeveer 120.000 Joden in Boedapest het leven heeft gered.
Vrba was van mening dat er veel meer levens gered hadden kunnen worden als het rapport eerder openbaar was gemaakt, aannemende dat als de Hongaarse Joden geweten hadden dat ze vergast werden in plaats van hervestigd, zoals de Duitsers hun vertelden, ze gevlucht waren of gevochten hadden in plaats van in de trein te stappen. Hij beweerde dat het rapport opzettelijk werd achter gehouden door de Joods-Hongaarse hulpverleningsorganisatie die onderhandelde over het uitwisselen van Joden voor geld of goederen met Adolf Eichmann, de SS-officier verantwoordelijk voor de transporten.

## Film
In 2021 verscheen de speelfilm The Auschwitz Report gebaseerd op en ter nagedachtenis aan Wetzler en Rosenberg.